# Fontvieille (Monaco)

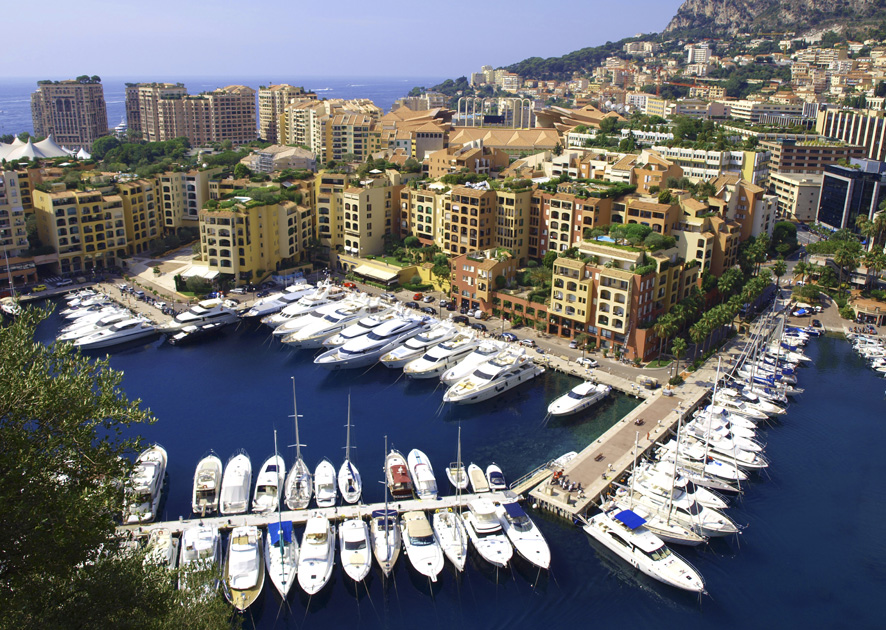
Fontvieille

Fontvieille (monegassisch Funtanaveya) ist ein Stadtbezirk (französisch quartier) im Fürstentum Monaco an der Côte d’Azur. Er stellt den südlichsten Teil des Stadtstaates dar. Fontvieille weist eine Fläche von 0,33 Quadratkilometern (32,95 Hektar) auf und grenzt an die monegassischen Stadtbezirke Jardin Exotique, La Condamine und Monaco-Ville sowie an die französische Gemeinde Cap-d’Ail.
Im Gegensatz zu den anderen Stadtbezirken Monaco-Ville, Monte-Carlo und La Condamine ist Fontvieille praktisch vollständig auf künstlich aufgeschüttetem Terrain errichtet und stellt somit den jüngsten Teil des Kleinstaates dar. Um dem chronischen Mangel an Bauland im sehr dicht besiedelten Monaco zu begegnen, wurde 1966 unter der Herrschaft Rainiers III. damit begonnen, im Meer südwestlich des Rocher, der Altstadt Monacos, unmittelbar an der Grenze zu Frankreich Neuland zu gewinnen. Im Jahr 1981 legte der damalige Erbprinz Albert (seit 6. April 2005 Fürst Albert II.) den Grundstein für den neuen Stadtteil.

## Sonstiges
Der öffentlich-rechtliche Rundfunksender Monacos, TVMonaco, hat seinen Sitz in Fontvieille.